# 塞西爾·德米爾
西席·布朗特·地密爾（英語：Cecil Blount DeMille，1881年8月12日—1959年1月21日），美国电影导演，好萊塢影業元老級人物，他也是美國影藝學院的36位創始人之一。
他從1914年即開始執導電影，早期的代表作是1915年的《矇騙》，被選為美國國家電影保護局典藏。但是他最廣泛為後世所知的電影，可能是生平最後2部作品：1952年奧斯卡最佳影片獎得獎的《戏中之王》，卻爾登·希斯頓主演，並有詹姆斯·史都華、鮑勃·霍普、平·克勞斯貝客串；1956年的《十誡》得到奧斯卡視覺特效獎，由卻爾登·希斯頓、尤·伯連納、愛德華·羅賓遜主演。原本地密爾也是1959年電影《賓漢》的原定導演，因為年邁多疾而作罷，同年他因心臟病發去世。
地密爾是右翼的共和黨支持者，他甚至因此與同樣支持共和黨、但立場較溫和的導演約翰·福特，因理念不同而發生過齟齬。地密爾曾受邀為當時剛成立的美國空軍軍官學校設計制服，廣受好評並沿用至今。
地密爾在好萊塢星光大道上有屬於他的星星。除了奧斯卡最佳影片獎以外，他亦得到奧斯卡終身成就獎、奧斯卡艾文索伯紀念獎、金球獎最佳導演獎、金球獎終身成就獎、金棕櫚獎等。而金球獎的終身成就獎即以他的名字命名。

## 外部連結
- 塞西爾·德米爾在互联网电影资料库（IMDb）上的資料（英文）
- TCM电影资料库上塞西爾·德米爾的资料（英文）
- 塞西爾·德米爾在豆瓣上的资料（简体中文）
- 互聯網百老匯資料庫（IBDB）上塞西爾·德米爾的資料（英文）
- Bibliography of books and articles about Demille （页面存档备份，存于） via UC Berkeley Media Resources Center
- Obituary, NY Times, January 22, 1959, Cecil De Mille, 77, Pioneer of Movies, Dead in Hollywood （页面存档备份，存于）
- Costs and Grosses for the Early Films of Cecil B. DeMille essay with detailed financial breakdowns by David Pierce
- Official Cecil B. DeMille Site （页面存档备份，存于）
- DeMille Studio Museum also known as the Lasky-DeMille Barn （页面存档备份，存于） run by Hollywood Heritage.
- Cecil B. DeMille's Photo & Gravesite （页面存档备份，存于）
- Bibliography （页面存档备份，存于）